# 權量

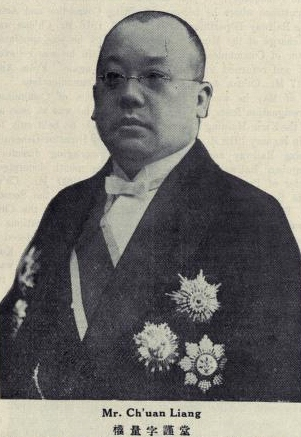

權量（1875年—？）原名志煐，字謹堂，号適園，晩号適園老人。中華民国政治家，交通系成员。

## 生平
17歳参加考试的时候，权量将自己的名字由“志煐”改为“量”。从公立广東高等学堂毕业後，他留学日本，毕业于東京高等商業学校（現一橋大学）。归国後，他历任湖北劝业公所总務科科長、公立京師商科大学監督、清朝工商部秘書、郵传部秘書。
中華民国成立後，他任北京政府農商部秘書、交通部参事。此外他还任公民党幹事。1916年（民国5年）5月至10月，他代理、署理交通部次長。翌年4月，他重新代理交通部次長代理。5月，他在伍廷芳臨時内閣中一度署理（代理）交通总長。7月，他辞去代理交通部次長职务。
1918年（民国7年）后，他任吉会铁路督办、吉长铁路管理局局長。后来在薩鎮冰臨時内閣和周自齐臨時内閣中，他代理、署理交通部次長。
1922年（民国11年）5月后，权量的行踪不详。